# Ішкулов Гатіят Абдулович
Гатіят Абдулович Ішкулов (башк. Ғәтиәт Абдулла улы Ишҡолов; 1916-1944) — командир самохідної артилерійської установки (САУ) 1666-го самохідного артилерійського полку 18-ї армії 4-го Українського фронту, старший лейтенант. Герой Радянського Союзу.

## Біографія
Народився 15 липня 1916 року в селі Новояушево, нині Федорівського району Башкортостану в селянській родині. Башкир. Член ВКП(б) з 1941 року. Закінчив 4 класи, потім школу автомеханіків, у 1935-1937 роках працював трактористом, а потім механіком в Пугачівської МТС Федоровського району.
В Червону армію призваний Федоровським райвійськкоматом Башкирської АРСР в 1937 році. У 1939 році добровільно пішов на радянсько-фінську війну. Після демобілізації, у 1940-1942 роках працював викладачем на курсах підготовки трактористів в МТС.
У лютому 1942 знову призваний в Червону армію Федоровським райвійськкоматом Башкирської АРСР. У боях Другої світової війни з лютого 1942 року. У 1944 році закінчив Харківське танкове училище.
Командир САУ 1666-го самохідного артилерійського полку (18-а армія, 4-й Український фронт) старший лейтенант Ішкулов Г.А. відзначився в боях при визволенні Чехословаччини: 9 грудня 1944 року він з екіпажем своєї САУ першим увірвався в населений пункт Челевце, південно-західніше міста Требішов; 10 грудня 1944 року, в ході атаки ворожих позицій знищив 8 кулеметних точок, мінометну батарею і десятки гітлерівців. В цьому бою загинув. Похований у населеному пункті Плехотіце, західніше міста Требішов.
Указом Президії Верховної Ради СРСР від 24 березня 1945 року за зразкове виконання завдань командування і проявлені мужність і героїзм у боях з німецько-фашистськими загарбниками старшому лейтенанту Ішкулову Гатіяту Абдуловичу посмертно присвоєно звання Героя Радянського Союзу.
Нагороджений орденом Леніна, медалями.